# Eufémia morva hercegné
Eufémia morva hercegné (vagy Ludmilla) (1055 körül – 1111. április 2.) magyar királyi hercegnő, morva hercegné.

## Élete, származása
Édesapja I. Béla magyar király, Vazul magyar herceg és egy Tátony nembeli leány harmadik fia. Édesanyja Richeza lengyel hercegnő, II. Mieszko Lambert lengyel fejedelem és Richeza lotharingiai grófnő leánya.
Eufémiának három fiútestvére (I. Géza, I. László, Lambert herceg) és három leánytestvére (Zsófia weimari-isztriai őrgrófné, majd szász hercegné, Ilona horvát királyné és egy ismeretlen nevű leány) volt.
Eufémia 1073. előtt feleségül ment Ottó morva herceghez, akinek három gyermeket szült.
- Szvatopluk cseh fejedelem (meghalt 1109. szeptember 21.) meggyilkolták, felesége neve ismeretlen, egyetlen gyermekük született:
  - Vencel (meghalt 1130. március 1.)
- Ottó (meghalt 1126. február 18.) testvéréhez hasonlóan meggyilkolták, felesége Berg-schelklingeni Zsófia, aki három gyermeket szült neki
- Bohuslava